# Donnerstagmittagessen

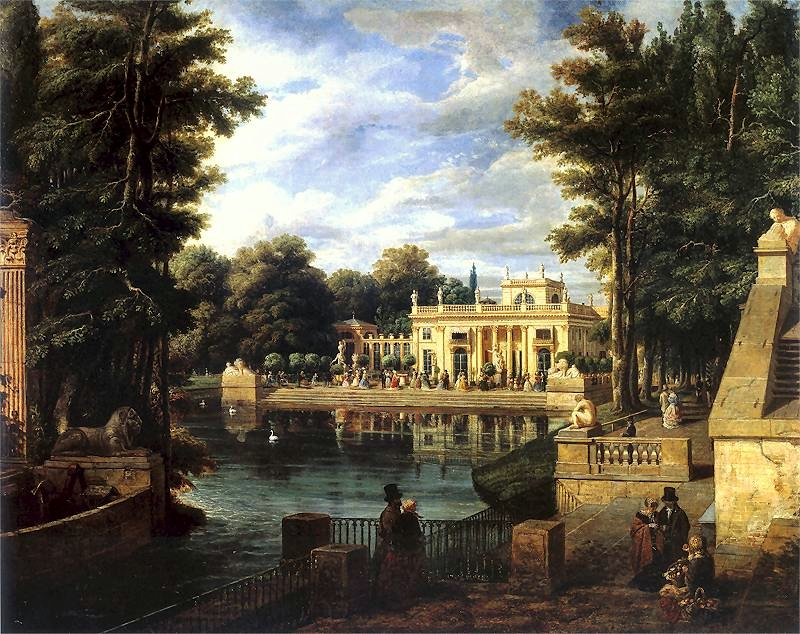
Palais auf dem Wasser im Łazienki-Park von Marcin Zaleski

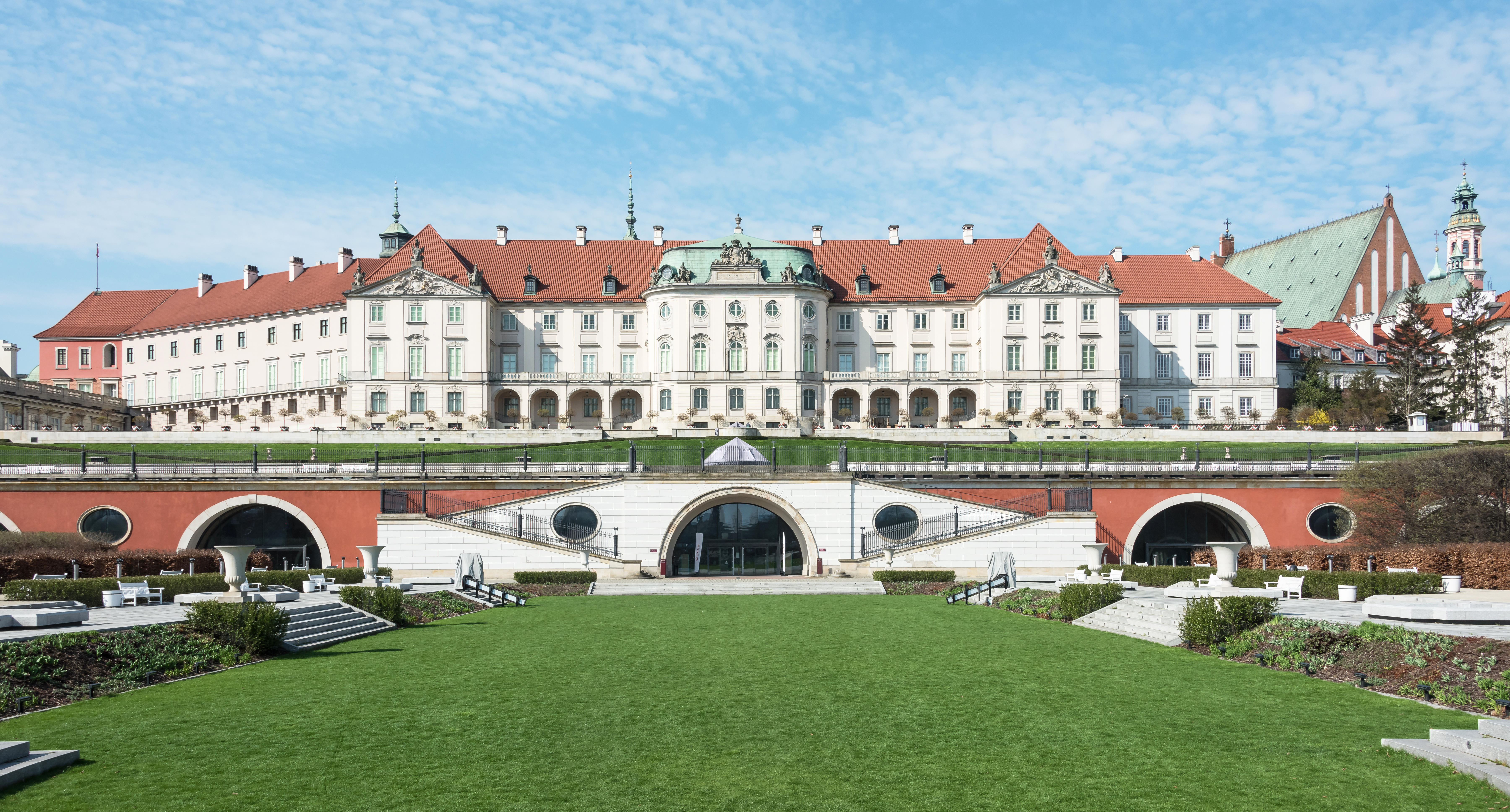
Warschauer Königsschloss

Donnerstagmittagessen (polnisch Obiady czwartkowe) war ein auf Initiative Adam Kazimierz Czartoryskis gegründeter und vom polnisch-litauischen König Stanislaus II. August Poniatowski nach Pariser Vorbild veranstalteter Literarischer Salon in Warschau im Zeitalter der Aufklärung.

## Geschichte
Ab 1770 lud der polnisch König die führenden Intellektuellen Polens zu Gesprächen über Literatur, Kunst, Philosophie, Wissenschaft und Politik regelmäßig donnerstags in das Palais auf dem Wasser im Łazienki-Park im Sommer beziehungsweise in das Warschauer Königsschloss im Winter. Bereits zuvor hatte Adam Kazimierz Czartoryski einen Literarischen Salon im Blauen Palais im Sächsischen Garten veranstaltet. Bis 1777 wurden die Treffen mit ca. zehn bis zwölf Gästen wöchentlich veranstaltet und dauerten ca. drei bis vier Stunden. Geladen wurden Künstler, Bildhauer, Maler, Musiker und Literaten. Ab 1771 wurden die vorgestellten Werke in der Zeitschrift Angenehme und Nützliche Spiele veröffentlicht. Ab 1782 wurden die Treffen immer seltener, obwohl sie bis zum Ende der Regentschaft von Stanislaus II. August sporadisch stattfanden. Für das leibliche Wohl der Gäste sorgte Paul Tremo, einer der angesehensten Köche seiner Zeit. Es wurden immer verschiedene Gäste eingeladen, wobei sich Stammliste etablierte, die besonders häufig eingeladen wurden.

## Teilnehmer
Zu den Stammgästen zählten:
- Franciszek Bohomolec
- Joachim Litawor Chreptowicz
- Celestyn Czaplic
- Jędrzej Gawroński
- Wojciech Jakubowski
- Hugo Kołłątaj
- Stanisław Konarski
- Ignacy Krasicki
- Sebastian Lachowski
- Michał Mniszech
- Andrzej Mokronowski
- Ignacy Nagurczewski
- Adam Tadeusz Naruszewicz
- Andrzej Ignacy Ogiński
- Jacek Bartłomiej Ogrodzki
- Grzegorz Piramowicz
- Walerian Piwnicki
- Stanisław Poniatowski
- Antoni Portalupi
- Ignacy Potocki
- Wojciech Strzelecki
- Krzysztof Hilary Szembek
- Piotr Hiacynt Śliwicki
- Jan Śniadecki
- Jędrzej Śniadecki
- Stanisław Trembecki
- Karol Wyrwicz

Regelmäßig wurden auch eingeladen:
- Marcello Bacciarelli
- Józef Bielawski
- Wojciech Bogusławski
- Mateusz Czarnek
- Adam Kazimierz Czartoryski
- Franciszek Karpiński
- Antoni Kossakowski
- Feliks Franciszek Łoyko
- Ludwik Marteau
- Dominik Merlini
- Kazimierz Nestor Sapieha
- Wincenty Skrzetuski
- Franciszek Smuglewicz
- Michał Stadnicki
- Józef Szymanowski
- Zygmunt Vogel
- Tomasz Kajetan Węgierski
- Franciszek Ksawery Woyna
- Józef Wybicki
- Franciszek Zabłocki
- Andrzej Hieronim Zamoyski